# Aleksandr Skvortsov (ruimtevaarder)
Aleksandr Aleksandrovitsj Skvortsov (Russisch: Александр Александрович Скворцов) (Sjtsjolkovo, 6 mei 1966) is een Russisch ruimtevaarder. Skvortsov’s eerste ruimtevlucht was Sojoez TMA-18 en vond plaats op 2 april 2010. Het was de 105e vlucht van een Sojoez-ruimteschip, na de eerste lancering in 1967.
In totaal heeft Skvortsov drie ruimtevluchten op zijn naam staan, allemaal naar het Internationaal ruimtestation ISS. Tijdens zijn missies maakte hij twee ruimtewandelingen. Skortsov begon in juli 2019 aan zijn derde ruimtevlucht voor ISS-Expeditie 60 en ISS-Expeditie 61 en landde op 6 februari 2020.